# Пантано (Латина)
Пантано је насеље у Италији у округу Латина, региону Лацио.
Према процени из 2011. у насељу је живело 26 становника. Насеље се налази на надморској висини од 347 м.